# بيدخت
بيدخت (بالفارسية: بیدخت) هي مدينة تقع في الجزء الأوسط من مقاطعة غناباد في محافظة خراسان الرضوية في إيران. يقدر عدد سكانها بـ 4,823 نسمة .